# Alpheus Spring Packard
Alpheus Spring Packard Jr. (Brunswick, 19 febbraio 1839 – Providence, 14 febbraio 1905) è stato un entomologo e paleontologo statunitense.
Descrisse più di 500 nuove specie di animali, in gran parte farfalle e falene, e fu uno dei fondatori di The American Naturalist.

## Biografia
Packard era il figlio di Alpheus Spring Packard Sr. (1798–1884), professore di greco e latino presso il Bowdoin College, e di Frances Elizabeth Appleton, figlia di Jesse Appleton, presidente del Bowdoin College, ed era fratello di William Alfred Packard.
Fu professore di zoologia e geologia presso la Brown University a Providence dal 1878 fino alla sua morte.
Nel 1867 fu uno dei curatori dell'Accademia delle Scienze Peabody di Salem di cui fu direttore nel biennio 1877-1878.
Packard fu un sostenitore della teoria evoluzionistica neo-lamarckiana.

## Opere
- Report on the insects collected on the Penobscot and Alleguash Rivers, during August and September, 1861, Sixth Annual Report of the Secretary of the Maine Board of Agriculture, Augusta, Maine (pp. 373-376) (1861)
- Guide to the Study of Insects (1869; third edition, 1872)
- The Mammoth Cave and its Inhabitants (1872), with F. W. Putnam
- Life-History of Animals (1876)
- A Naturalist on the Labrador Coast (1891)
- Lamarck, the Founder of Evolution: His Life and Work (1901), French translation, 1903.